# 1140
1140 (MCXL) je bilo prestopno leto, ki se je po julijanskem koledarju začelo na ponedeljek.

## Dogodki

### Slovenija
- Ustanovitev Benediktinskega samostana Gornji Grad.

### Ostalo
- 16. julij - Na koncilu v Sensu je francoski filozof Peter Abelard v odsotnosti obtožen herezije zaradi teološkega racionalizma, obsojen na molk in na sežig vseh del, ki jih je napisal. Njegov glavni tožnik je Bernard iz Clairvauxa.
- Poleg Abelarda je obsojen še avguštinski pridigar apostolske ubožnosti Arnold iz Brescie.

- 21. december - Nemški kralj Konrad III. po smrti bavarskega vojvode in glavnega rivala Henrika X. oblega in zavzame dinastično bazo Welfov, grad Weinsberg (Baden-Württemberg).
- Škotski kralj David I. podeli Lanarku naziv kraljevega mesta (Royal burgh).
- Naselje Marburg, zvezna dežela Hessen, dobi status mesta.
- Sicilski kralj Roger II. upravno in fevdno reorganizira na temelju bizantinskega prava  ponovno osvojeni Mezzogiorno (Vojvodino Apulijo, kneževino Kapuo, itd.). Oblast močno centralizira in ohrani staro bizantinsko strukturo profesionalne in nededne birokracije pod neposrednim kraljevim nadzorom. Prav tako finančno reorganizira kraljevino z manj vrednimi bakrenimi novci s sledmi srebra (dukati), ki olajšajo trgovanje s čezmorskimi deželami, v sami Italiji pa so zelo nepriljubljeni.
- Ustanovitev prvega cistercijanskega samostana v Španiji, samostana Fitero.
- Gracijan, menih iz reda kamaldolijancev, začne kompilirati celotno dotedanje cerkveno pravo v enotno in pregledno celoto (Decretum Gratiani)
- Anarhija: prvi upori plemstva privrženega cesarici Matildi proti angleškemu kralju Štefanu Bloiškemu, ki uspešno zatre upor v zamočvirjenem Fensu (vzhodna Anglija).↓
- → Resnejši nasprotnik kralja Štefana je razlaščeni Ranulf de Gernon, 4. grof Chester, katerega severnoangleške mejne posesti je Štefan podaril škotskemu kronskemu princu Henriku. Konec leta kralj Štefan oblega grofa Ranulfa v utrdbi Lincoln. 1141 ↔

## Rojstva
- 28. maj - Xin Qiji, kitajski pesnik († 1207)

Neznan datum
- Abd as-Salam ibn Mashish al-Alami, maroški sufi († 1227)
- Adam iz Dryburgha, anglo-škotski teolog († 1212)
- Adela Šampanjska, francoska kraljica († 1206)
- Comtessa de Dia, okcitanska pesnica, trubadurka († ok. 1212)
- Bernhard III., saški vojvoda († 1212)
- Bruno III. Berški, kölnski nadškof, volilni knez († 1200)
- Dipold Berški, škof Passaua, križar († 1190)
- Henrik III., vojvoda Limburga, grof Arlona († 1221)
- Konstanca Kastiljska, francoska kraljica († 1160)
- Juda ben Samuel iz Regensburga, nemški judovski filozof, mistik († 1217)
- Mihael Honijat, bizantinski nadškof in pisec († 1220)
- Minamoto Josihira, japonski bojevnik († 1160)
- Rajmond Berengar II., provansalski grof († 1166)
- Rajmond III., tripolitanski grof, galilejski knez († 1187)
- Riksa Šlezijska, poljska princesa, kastiljska kraljica († 1185)
- Roggerio Frugardo, italijanski zdravnik in kirurg († 1195)
- Simon II., vojvoda Zgornje Lorene († 1207)
- Vilijem Montferraški, grof Jaffe in Askalona († 1177)
- Walter Map, valižanski pisatelj († 1209)

## Smrti
- 12. januar - Ludvik I., turinški deželni grof
- 6. februar - Thurstan, yorški nadškof (* 1070)
- 14. februar:
  - Soběslav I., češki vojvoda (* 1090)
  - Lev I., armenski kilikijski knez
- 15. september - Adelajda Ogrska, češke vojvodinja (* 1105/1107)